# Antonio Tajani
Antonio Tajani (Roma, 4 de Agosto de 1953) é um político, jornalista e ex-oficial da Força Aérea italiana. Atualmente assume as funções no governo de Giorgia Meloni como vice-primeiro-ministro da Itália e Ministro das Relações Exteriores desde 22 de outubro de 2022. Ele serviu como Presidente do Parlamento Europeu de 2017 a 2019, como Comissário Europeu de 2008 a 2014, e também como um dos vice-presidentes da Comissão Europeia eurodeputado. Foi eurodeputado do Parlamento Europeu de 1994 a 2008 e novamente de 2014 a 2022 até ser eleito para a Câmara dos Deputados de Itália.
Foi jornalista durante dez anos, enviado especial no Líbano, União Soviética e Somália, no início dos anos 1980. Entre 1987 e 1993, foi director do diário “Il Giornale” em Roma. Tajani possui uma vasta experiência em política europeia, somando 23 anos.